# Matutinus fuscipennis
Matutinus fuscipennis är en insektsart som först beskrevs av Frederick Arthur Godfrey Muir 1919.  Matutinus fuscipennis ingår i släktet Matutinus och familjen sporrstritar. Inga underarter finns listade i Catalogue of Life.